# マグダレーナ/『きよしこの夜』誕生秘話
『マグダレーナ/『きよしこの夜』誕生秘話』（Magdalene）は、1988年の西ドイツのドラマロマンス映画。ナスターシャ・キンスキー、スティーヴ・ボンド、デビッド・ワーナー、ギュンター・マイスナー、フランコ・ネロ、アンソニー・クエイル出演。
邦題はビデオ発売時に『マグダレーナ/美しき娼婦』と改題された。

## ストーリー
19世紀のオーストリア、長期化した戦争によって多くの人々が家や家族を失い、一部の者は村を襲って家財を盗み取るなどの盗賊行為に手を染めていた。
オーベンドルフでは有力者であるサイドル男爵と病気療養中のノストラー神父の代理として教会を取り仕切る修道院長との間で、男爵の領地獲得を教会が見逃す代わりに教会へ多額の寄付をするという裏取引が行われていた。そんななかで、村に新任のジョセフ・モア神父が派遣されてくる。自分の意思を強く持っているモア神父と会って、彼が裏取引に気づいてしまうと自分たちの立場が危うくなると考えた修道院長と男爵は、大司教やノストラー神父にモア神父が聖職に相応しくないと伝える。だが大司教たちはモア神父のことを信頼しているため、修道院長の言うことを却下する。一方、戦争から帰ってきた騎兵隊のバーダーとハンスが酒場で自慢話をしているとき、店に男爵が入って来て息子のコンラッドを2人がやむを得ず置いて来たことを非難される。モア神父はしばらく宿泊させてもらう村の教師フランツ・グルーバーの家を訪れ、彼の趣味が曲を作ることだと聞く。夜、バーダーとハンスをもてなしていた酒場で働くマグダレーナは、急に押しかけて家捜しをする隊長と言い争う。
翌日モア神父は、各地を無法者と襲撃して回り革命を目指しているヤンサと鉢合わせる。その晩、教会にもっと多くの人々が訪れるようにするため、フランツを連れて酒場に来たモア神父はそこで会ったマグダレーナと恋に落ち、フランツが演奏する曲を聴きロマンチックな雰囲気になる。しかしマグダレーナはヤンサと迎えに来る約束を交わしているほか、幼い彼女を養子に取って強姦した上で身売りした男爵が、モア神父を村から追い払うために神父と関係を持ったという書類にサインするよう迫ってくるなど問題も次から次へと押し寄せてくる。さらに男爵が今もマグダレーナを愛しており、彼女が抵抗するなか無理やりキスをしようとしたとき彼女は怪我を負ってしまう。

## キャスト
※括弧内は日本語吹替
- マグダレーナ - ナスターシャ・キンスキー（さとうあい）
- ジョセフ・モア神父 - スティーヴ・ボンド（英語版）（大塚芳忠）
- サイドル男爵 - デビッド・ワーナー（糸博）
- 修道院長 - ギュンター・マイスナー（渡部猛）
- フランツ・グルーバー - サイラス・エリアス（ドイツ語版）（田原アルノ）
- ヘルガ - カタリーナ・ベーム（ドイツ語版）
- 大司教 - ファーディ・メイン（ドイツ語版）（清川元夢）
- ヤンサ - フランコ・ネロ（銀河万丈）
- ノストラー神父 - アンソニー・クエイル（石井敏郎）
- ルドルフ - ウィリアム・カート・ヒッキー（滝沢ロコ）
- アンナ - ジャネット・アグレン（英語版）（有馬瑞香）
- ロバート - マックス・ティドフ（荒川太郎）
- エリザベス - カリーナ・スズィック
- バーダー - ラルフ・ヴァイキンゲル（江原正士）
- ハンス - ウルリヒ・ギュンター（島田敏）
- コンラッド - アーミン・クラフト
- ソフィア - フランセスカ・フェレ（堀越真己）

## スタッフ
- 監督・脚本：モニカ・トイバー
- 製作：モニカ・トイバー、アーネスト・R・ヴォン・シューマー
- 製作総指揮：ハンス＝クリストフ・フォン・ゲッツ
- 撮影監督：アルマンド・ナンヌッツィ（英語版）
- プロダクションデザイナー：ジャンニ・クァランタ（英語版）
- 編集：ステファン・アーンステン
- 衣裳デザイン：ファブリツィオ・カラッチョロ
- 音楽：クリフ・エデルマン（英語版）

日本語版スタッフ
- 日本語字幕：細川直子
- 吹替翻訳：高間俊子
- 吹替演出：左近允洋
- 吹替調整：高橋久義
- 吹替製作：グロービジョン